# José Pereira Rebouças
José Pereira Rebouças (Maragogipe, 2 de janeiro de 1789 — Salvador, 8 de janeiro de 1843) foi um maestro, instrumentista e compositor de música popular brasileira.
Além de ter sido músico erudito, foi autor de modinhas, cançonetas, romanças e marchas. Em 1841, a Câmara Imperial atribuiu-lhe o título de músico honorário, por ter composto e oferecido uma peça para ser executada nas festas de coroação e sagração de D. Pedro II.